# Vlag van Schagen

Vlag van de gemeente Schagen

De vlag van Schagen is sinds 4 april 1950 de gemeentelijke vlag van de Noord-Hollandse gemeente Schagen. De Hoge Raad van Adel gaf later dat jaar zijn goedkeuring aan de vlag. 
De vlag bestaat uit twee horizontale banen van gelijke hoogte in de kleuren geel-rood. De kleuren zijn afkomstig van het gemeentewapen. 

## Verwante afbeeldingen

Wapen van Schagen

Aalsmeer · Alkmaar · Amstelveen · Amsterdam · Bergen · Beverwijk · Blaricum · Bloemendaal · Castricum · Den Helder · Diemen · Dijk en Waard · Drechterland · Edam-Volendam · Enkhuizen · Gooise Meren · Haarlem · Haarlemmermeer · Heemskerk · Heemstede · Heiloo · Hilversum · Hollands Kroon · Hoorn · Huizen · Koggenland · Landsmeer · Laren · Medemblik · Oostzaan · Opmeer · Ouder-Amstel · Purmerend · Schagen · Stede Broec · Texel · Uitgeest · Uithoorn · Velsen · Waterland · Wijdemeren · Wormerland · Zaanstad · Zandvoort